# Petalidium
Genre
Petalidium est un genre de plantes à fleurs de la famille des Acanthaceae.
C'est le genre type de la sous-tribu des Petalidiinae.

## Liste d'espèces
Selon Catalogue of Life (12 août 2017) :
- Petalidium angustitubum P. G. Meyer
- Petalidium aromaticum Oberm.
- Petalidium barlerioides (Roth) Nees
- Petalidium bracteatum Oberm.
- Petalidium canescens (Engl.) C. B. Cl.
- Petalidium cirrhiferum S. Moore
- Petalidium coccineum S. Moore
- Petalidium crispum A. Meeuse ex P. G. Meyer
- Petalidium currorii Benth. ex S. Moore
- Petalidium cymbiforme Schinz
- Petalidium elatum Benoist
- Petalidium englerianum (Schinz) C. B. Cl.
- Petalidium giessii P. G. Meyer
- Petalidium glandulosum S. Moore
- Petalidium gossweileri S. Moore
- Petalidium halimoides (Nees) S. Moore
- Petalidium huillense C. B. Cl.
- Petalidium lanatum (Engl.) C. B. Cl.
- Petalidium lepidagathis S. Moore
- Petalidium linifolium T. Anders.
- Petalidium lucens Oberm.
- Petalidium luteoalbum A. Meeuse
- Petalidium microtrichum Benoist
- Petalidium oblongifolium C. B. Cl.
- Petalidium ohopohense P G. Meyer
- Petalidium parvifolium C. B. Cl. ex Schinz
- Petalidium physaloides S. Moore
- Petalidium pilosibracteolatum Merxm. & Hainz
- Petalidium ramulosum Schinz
- Petalidium rautanenii Schinz
- Petalidium rossmannianum P. G. Meyer
- Petalidium rupestre S. Moore
- Petalidium setosum C. B. Cl. ex Schinz
- Petalidium spiniferum C. B. Cl.
- Petalidium subcrispum P. G. Meyer
- Petalidium tomentosum S. Moore
- Petalidium variabile (Engl.) C. B. Cl.
- Petalidium welwitschii S. Moore

Selon NCBI (12 août 2017) :
- Petalidium canescens
- Petalidium lanatum
- Petalidium luteoalbum
- Petalidium oblongifolium
- Petalidium ohopohense
- Petalidium variabile

Selon The Plant List (12 août 2017) :
- Petalidium angustitubum P.G. Mey.
- Petalidium aromaticum Oberm.
- Petalidium barlerioides (Roth) Nees
- Petalidium bracteatum Oberm.
- Petalidium canescens C.B. Clarke
- Petalidium cirrhiferum S.Moore
- Petalidium coccineum S.Moore
- Petalidium crispum A. Meeuse ex P.G. Mey.
- Petalidium currorii S.Moore
- Petalidium cymbiforme Schinz
- Petalidium giessii P.G. Mey.
- Petalidium glandulosum S.Moore
- Petalidium gossweileri S.Moore
- Petalidium halimoides (Nees) S.Moore
- Petalidium huillense C.B.Clarke
- Petalidium lanatum C.B. Clarke
- Petalidium lepidagathis S.Moore
- Petalidium linifolium T. Anderson
- Petalidium lucens Oberm.
- Petalidium luteo-album A. Meeuse
- Petalidium oblongifolium C.B. Clarke
- Petalidium ohopohense P.G. Mey.
- Petalidium physaloides S.Moore
- Petalidium pilosi-bracteolatum Merxm. & Hainz
- Petalidium ramulosum Schinz
- Petalidium rautanenii Schinz
- Petalidium rossmannianum P.G. Mey.
- Petalidium rupestre S.Moore
- Petalidium setosum C.B. Clarke ex Schinz
- Petalidium spiniferum C.B.Clarke
- Petalidium subcrispum P.G. Mey.
- Petalidium tomentosum S.Moore
- Petalidium variabile C. B. Cl. Hybrid
- Petalidium welwitschii S.Moore

Selon Paleobiology Database (12 août 2017) :
- Petalidium foliaceum

Selon Tropicos (12 août 2017) (Attention liste brute contenant possiblement des synonymes) :
- Petalidium angustitubum P.G. Mey.
- Petalidium aromaticum Oberm.
- Petalidium barlerioides (Roth) Nees
- Petalidium bracteatum Oberm.
- Petalidium canescens C.B. Clarke
- Petalidium cirrhiferum S. Moore
- Petalidium coccineum S. Moore
- Petalidium crispum A. Meeuse ex P.G. Mey.
- Petalidium currorii Benth. ex S. Moore
- Petalidium cymbiforme Schinz
- Petalidium damarense S. Moore
- Petalidium eenii S. Moore
- Petalidium elatum Benoist
- Petalidium engleranum C.B. Clarke
- Petalidium eurychlamys Mildbr.
- Petalidium giessii P.G. Mey.
- Petalidium glandulosum S. Moore
- Petalidium glutinosum C.B. Clarke
- Petalidium gossweileri S. Moore
- Petalidium halimoides S. Moore
- Petalidium hamatum Lindau
- Petalidium hirsutum P.G. Mey.
- Petalidium huillense C.B. Clarke
- Petalidium incanum (Engl.) Mildbr.
- Petalidium lanatum C.B. Clarke
- Petalidium latifolium C.B. Clarke
- Petalidium lepidagathis S. Moore
- Petalidium linifolium T. Anderson
- Petalidium loranthifolium S. Moore
- Petalidium lucens Oberm.
- Petalidium luteoalbum A. Meeuse
- Petalidium microtrichum Benoist
- Petalidium oblongifolium C.B. Clarke
- Petalidium ohopohense P.G. Mey.
- Petalidium otaviense Dinter
- Petalidium ovatum C.B. Clarke
- Petalidium parvifolium C.B. Clarke ex Schinz
- Petalidium patulum (Jacq.) Dalzell & A. Gibson
- Petalidium physaloides S. Moore
- Petalidium pilosi-bracteolatum Merxm. & R.W. Haines
- Petalidium ramulosum Schinz
- Petalidium rautanenii Schinz
- Petalidium rossmannianum P.G. Mey.
- Petalidium rubescens Oberm.
- Petalidium rupestre S. Moore
- Petalidium setosum C.B. Clarke ex Schinz
- Petalidium spiniferum C.B. Clarke
- Petalidium subcrispum P.G. Mey.
- Petalidium tomentosum S. Moore
- Petalidium variabile C.B. Clarke
- Petalidium welwitschii S. Moore
- Petalidium wilmaniae Oberm.

Selon World Register of Marine Species (12 août 2017) :
- Petalidium foliaceum Spence Bate, 1881
- Petalidium obesum (Krøyer, 1855)
- Petalidium suspiriosum Burkenroad, 1937